# Autostrada międzystanowa nr 105 (Oregon)
Autostrada międzystanowa nr 105 (ang. Interstate 105, I-105) – amerykańska autostrada międzystanowa o długości 3,49 mil (5,62 km) znajdująca się całkowicie w Oregonie, w mieście Eugene, będąca drogą pomocniczą autostrady międzystanowej nr 5. Została oddana do użytku w 1970. Na całej długości ma wspólny bieg z Oregon Route 126.